# Heliornis africà
L'heliornis africà(Podica senegalensis) és una espècie d'ocell de la família dels heliornítids (Heliornithidae), i l'única espècie del gènere Podica Lesson 1831.

## Hàbitat i distribució
Habita rius amb bona cobertura arbòria, de l'Àfrica Subsahariana, a excepció de les zones més àrides.